# Longevilles-Mont-d’Or
Longevilles-Mont-d’Or település Franciaországban, Doubs megyében. Lakosainak száma 615 fő (2022. január 1.). Longevilles-Mont-d’Or Saint-Antoine és Rochejean községekkel határos.

## Népesség
A település népességének változása:
| Lakosok száma | 248  | 272  | 323  | 400  | 457  | 530  | 581  | 609  | 611  | 615  |
|               | 1968 | 1982 | 1990 | 2006 | 2013 | 2015 | 2017 | 2019 | 2020 | 2022 |